# Giaches de Wert
Giaches de Wert, także Jaches de Vuert (ur. między 6 maja a 18 sierpnia 1535 przypuszczalnie w Weert lub Gandawie, zm. 6 maja 1595 w Mantui) – franko-flamandzki kompozytor.

## Życiorys
Jako dziecko został sprowadzony w charakterze śpiewaka na dwór księżnej Marii di Cardona w Padwie. W latach 50. XVI wieku trafił na dwór Gonzagów w Novellarze. Odwiedzał Ferrarę, gdzie miał okazję poznać Cipriana de Rore. W latach 1563–1565 pełnił służbę na dworze hiszpańskiego gubernatora Mediolanu. Od 1565 roku przebywał na dworze księcia Wilhelma I Gonzagi w Mantui, był kapelmistrzem zespołu dworskiego i pałacowego kościoła św. Barbary. W życiu rodzinnym i zawodowym doznał licznych porażek i niepowodzeń. Popadł w konflikt z członkami mantuańskiej kapeli, a jeden z jej członków, Agostino Bonvicino, żył w cudzołożnym związku z jego żoną. Sam Wert z kolei zaangażował się w nieodwzajemnione uczucie do śpiewaczki i poetki Tarquinii Molzy. Przedłużające się wizyty w Ferrarze spowodowały napięcia z mantuańskim pracodawcą. W 1592 roku ze względu na pogarszający się stan zdrowia zrezygnował z funkcji kapelmistrza, na której zastąpił go Giovanni Giacomo Gastoldi.

## Twórczość
Wysoko ceniony jako kompozytor przez współczesnych, z uznaniem wypowiadał się o nim Palestrina. Jego bogata spuścizna obejmuje przede wszystkim madrygały, zróżnicowane pod względem stylistycznym i wyrazowym. Dojrzały styl Werta cechuje się śmiałymi zestawieniami współbrzmień i chromatyką, deklamacyjną fakturą i przeciwstawianiem głosów niższych wyższym na modłę koncertową. Wywarł wpływ na twórczość madrygałową Marenzia i Monteverdiego.

## Kompozycje
(na podstawie materiałów źródłowych)

### Utwory wokalne

#### Świeckie
- Il primo libro de madrigali na 5 głosów (1558)
- Il primo libro de madrigali na 4 głosy (1561)
- Madrigali del fiore, libro primo na 5 głosów (1561)
- Madrigali del fiore, libro secondo na 5 głosów (1561)
- Il terzo libro de madrigali na 5 głosów (1563)
- Il secondo libro de madrigali, nuovamente con nuova giunta ristampati na 5 głosów (1564)
- Il quarto libro de madrigali na 5 głosów (1567)
- Il quinto libro de madrigali na 5 głosów (1571)
- Il sesto libro de madrigali na 5 głosów (1577)
- Il settimo libro de madrigali na 5 głosów (1581)
- L’ottavo libro de madrigali na 5 głosów (1586)
- Il nono libro de madrigali na 5 głosów (1581)
- Il primo libro delle canzonette, villanelle na 5 głosów (1589)
- Il decimo libro de madrigali na 5 głosów (1591)
- L’undecimo libro de madrigali na 5 głosów (1595)
- Il duodecimo libro de madrigali na 4–7 głosów (1608)

#### Religijne
- Motectorum liber primus na 5 głosów (1566)
- Il secondo libro de motetti na 5 głosów (1581)
- Modulationum liber primus na 6 głosów (1581)

### Utwory instrumentalne
- Fantasias a 4